# Lasse Norman Leth

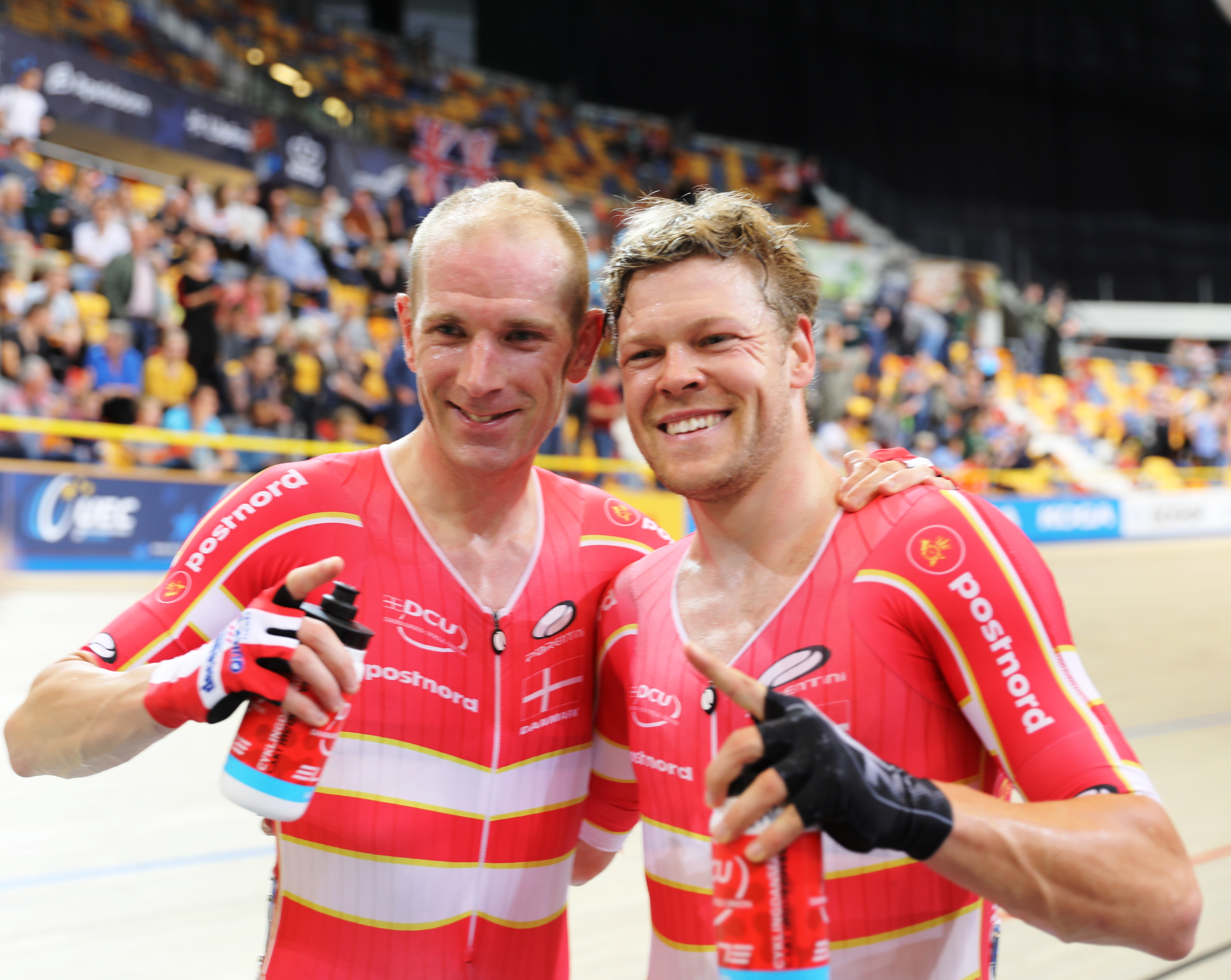
Hansen (r.) mit Michael Mørkøv nach dem Sieg im Zweier-Mannschaftsfahren bei den Bahn-Europameisterschaften 2019. 2021 wurden die beiden Fahrer gemeinsam Olympiasieger in dieser Disziplin

Lasse Norman Leth (bis November 2022 Lasse Norman Hansen) (* 11. Februar 1992 in Faaborg) ist ein dänischer Bahn- und Straßenradrennfahrer und Olympiasieger.

## Sportliche Laufbahn
Lasse Norman Hansen wurde auf der Bahn 2008 dänischer Meister im Scratch und in der Einerverfolgung der Juniorenklasse. Im Jahr darauf gewann er vier Juniorentitel: in der Mannschaftsverfolgung, im Punktefahren, im 1000-m-Zeitfahren und im Scratch. 2010 war er erneut bei der Mannschaftsverfolgung der Junioren erfolgreich. Bei den dänischen Bahnradmeisterschaften der Elite gewann er das 1000-m-Zeitfahren und das Omnium. Bei den Bahnradsport-Weltmeisterschaften 2010 in Kopenhagen wurde Hansen 8. in der Einerverfolgung der Eliteklasse. Bei den Juniorenweltmeisterschaften in Moskau wurde er Erster in der Einerverfolgung. In der Saison 2011 war er zusammen mit Christian Kreutzfeldt beim UIV Cup in Kopenhagen erfolgreich.
Auf der Straße gewann Lasse Norman Hansen 2008 eine Etappe bei der ASVÖ-Radjugendtour. Im nächsten Jahr war er in der Juniorenklasse beim Einzelzeitfahren der Sjællandsmesterskab erfolgreich. Bei der Youth Tour gewann er den Prolog und eine weitere Etappe. Außerdem wurde er dänischer Meister im Einzelzeitfahren sowie im Straßenrennen, er wurde Erster der Gesamtwertung bei der Niedersachsen-Rundfahrt und gewann die Bronzemedaille beim Einzelzeitfahren der Juniorenweltmeisterschaften. In der Saison 2010 gewann er eine Etappe bei der Tour de Himmelfart, die dänische Zeitfahrmeisterschaft, zwei Etappen beim GP Rüebliland und eine Etappe sowie die Gesamtwertung der Tour du Pays de Vaud. 2100 gewann er die U23-Straßenmeisterschaft seines Landes.
Bei den Bahnradsport-Weltmeisterschaften 2012 in Melbourne wurde Hansen Dritter im Omnium. Im August desselben Jahren errang er bei den Olympischen Sommerspielen in London die Goldmedaille in derselben Disziplin. Bei den Bahnradsport-Weltmeisterschaften 2013 in Minsk belegte Hansen den dritten Platz in der Mannschaftsverfolgung, gemeinsam mit Casper Folsach, Rasmus Christian Quaade und Mathias Møller; im Omnium wurde er Vize-Weltmeister.
2016 wurde Lasse Norman Hansen für die Teilnahme an den Olympischen Sommerspielen in Rio de Janeiro nominiert, wo er jeweils eine Bronzemedaille im Omnium sowie gemeinsam mit Rasmus Christian Quaade, Niklas Larsen, Casper von Folsach, Frederik Madsen und Casper Pedersen in der Mannschaftsverfolgung errang. Nachdem er 2018/19 drei Goldmedaillen bei Läufen des Bahnrad-Weltcups gewonnen hatte, errang er bei den Bahnradsport-Weltmeisterschaften 2019 mit Casper von Folsach Silber im Zweier-Mannschaftsfahren und mit Julius Johansen, Rasmus Pedersen, Casper von Folsach und Niklas Larsen Bronze in der Mannschaftsverfolgung. Bei den Bahnradsport-Weltmeisterschaften 2020 in Berlin wurde Norman Hansen zweifacher Weltmeister: mit Michael Mørkøv im Madison und mit Julius Johansen, Frederik Madsen und Rasmus Pedersen in der Mannschaftsverfolgung.
Bei den Olympischen Spielen 2020 in Tokio errang Norman Hansen zwei Medaillen: Mit Michael Mørkøv wurde er Olympiasieger im Zweier-Mannschaftsfahren, und in der Mannschaftsverfolgung gewann er gemeinsam mit Niklas Larsen, Frederik Madsen und Rasmus Pedersen die Silbermedaille.

## Diverses
Im November 2012 wurde Hansen zu Dänemarks Radsportler des Jahres gewählt. Anfang Januar 2013 folgte die Ehrung als Dänemarks Sportler des Jahres 2012.
Im Oktober 2022 heiratete Hansen seine Mannschaftskollegin Julie Leth. Beide heißen seitdem mit Nachnamen Norman Leth.

## Erfolge

### Bahn
2008
- Dänischer Meister – Einerverfolgung, Scratch (Junioren)

2009
- Dänischer Meister – 1000-m-Zeitfahren, Punktefahren, Scratch, Mannschaftsverfolgung (Junioren) mit Anders Damgaard Christiansen, Simon Bigum und Matias Greve (Junioren)

2010
- Dänischer Meister – Mannschaftsverfolgung (Junioren) mit Simon Bigum, Matias Greve und Daniel Mielke
- Weltmeister – Einerverfolgung (Junioren)
- Dänischer Meister – 1000-m-Zeitfahren, Omnium

2011
- UIV Cup – Kopenhagen mit Christian Kreutzfeldt
- Dänischer Meister – 1000-m-Zeitfahren, Einerverfolgung, Punktefahren

2012
- Weltmeisterschaft – Omnium
- Olympische Spiele – Omnium
- Dänischer Meister – Punktefahren, Omnium

2013
- Sechstagerennen von Kopenhagen (mit Michael Mørkøv)
- Weltmeisterschaft – Mannschaftsverfolgung, mit Casper von Folsach, Rasmus Christian Quaade und Mathias Møller
- Weltmeisterschaft – Omnium

2014
- Weltmeisterschaft – Mannschaftsverfolgung mit Casper von Folsach, Rasmus Christian Quaade und Alex Rasmussen
- Dänischer Meister – Madison, Omnium

2015
- Dänischer Meister – Omnium

2016
- Olympische Spiele – Omnium, Mannschaftsverfolgung (mit Rasmus Christian Quaade, Niklas Larsen, Casper von Folsach, Frederik Madsen und Casper Pedersen)
- Weltmeisterschaft – Mannschaftsverfolgung mit Niklas Larsen, Frederik Madsen, Casper von Folsach und Rasmus Christian Quaade

2017
- Sechstagerennen von Kopenhagen (mit Michael Mørkøv)

2018
- Weltcup in Saint-Quentin-en-Yvelines – Zweier-Mannschaftsfahren (mit Michael Mørkøv), Mannschaftsverfolgung (mit Julius Johansen, Rasmus Pedersen und Casper von Folsach)
- Weltcup in Berlin – Zweier-Mannschaftsfahren (mit Casper von Folsach)
- Dänischer Meister – Omnium

2019
- Weltmeisterschaft – Zweier-Mannschaftsfahren (mit Casper von Folsach)
- Weltmeisterschaft – Mannschaftsverfolgung (mit Julius Johansen, Rasmus Pedersen, Casper von Folsach und Niklas Larsen)
- Dänischer Meister – Omnium, Scratch
- Europameister – Zweier-Mannschaftsfahren (mit Michael Mørkøv), Mannschaftsverfolgung (mit Julius Johansen, Rasmus Pedersen, und Frederik Madsen)
- Europameisterschaft – Omnium
- Dänischer Meister – Omnium, Zweier-Mannschaftsfahren (mit Matias Malmberg)
- Bahnrad-Weltcup in Minsk – Zweier-Mannschaftsfahren (mit Michael Mørkøv), Mannschaftsverfolgung (mit Julius Johansen, Rasmus Pedersen, und Frederik Madsen)
- Bahnrad-Weltcup in Glasgow – Mannschaftsverfolgung (mit Julius Johansen, Rasmus Pedersen, und Frederik Madsen)

2020
- Weltmeister – Zweier-Mannschaftsfahren (mit Michael Mørkøv), Mannschaftsverfolgung (mit Julius Johansen, Frederik Madsen und Rasmus Pedersen)

2021
- Olympische Spiele – Zweier-Mannschaftsfahren (mit Michael Mørkøv)
- Olympische Spiele – Mannschaftsverfolgung (mit Niklas Larsen, Frederik Madsen und Rasmus Pedersen)
- Weltmeister – Zweier-Mannschaftsfahren (mit Michael Mørkøv)

2022
- Dänischer Meister – Omnium, Punktefahren
- Weltmeisterschaft – Mannschaftsverfolgung (mit Tobias Hansen, Carl-Frederik Bévort und Rasmus Pedersen)

2023
- Weltmeister – Mannschaftsverfolgung (mit Niklas Larsen, Carl-Frederik Bévort, Rasmus Pedersen und Frederik Madsen)
- Dänischer Meister – Madison (mit Theodor Storm)

2024
- Dänischer Meister – Omnium,[4] Zweier-Mannschaftsfahren (mit Robin Skivild)[5]
- Nations Cup in Hongkong – Mannschaftsverfolgung (mit Tobias Hansen, Robin Skivild und Frederik Madsen)

2025
- Europameister – Mannschaftsverfolgung (mit Niklas Larsen, Tobias Hansen und Robin Skivild)

### Erfolge
2009
- Dänischer Meister – Straßenrennen (Junioren)
- Dänischer Meister – Einzelzeitfahren (Junioren)
- Weltmeisterschaft – Einzelzeitfahren (Junioren)

2010
- Dänischer Meister – Einzelzeitfahren (Junioren)

2011
- eine Etappe Coupe des Nations Ville Saguenay
- Dänischer Meister – Straßenrennen (U23)

2012
- eine Etappe An Post Rás

2013
- Grand Prix Herning
- Rund um den Finanzplatz Eschborn-Frankfurt (U23)
- eine Etappe Tour de Berlin
- Dänischer Meister – Einzelzeitfahren (U23)
- Dänischer Meister – Straßenrennen (U23)
- Weltmeisterschaft – Einzelzeitfahren (U23)

2015
- eine Etappe Tour of Alberta

2016
- Dänische Meisterschaft – Straßenrennen

2017
- Bergwertung Tour de Suisse

2018
- eine Etappe Herald Sun Tour
- eine Etappe Dänemark-Rundfahrt

2019
- eine Etappe Dänemark-Rundfahrt